# Kungen i gult

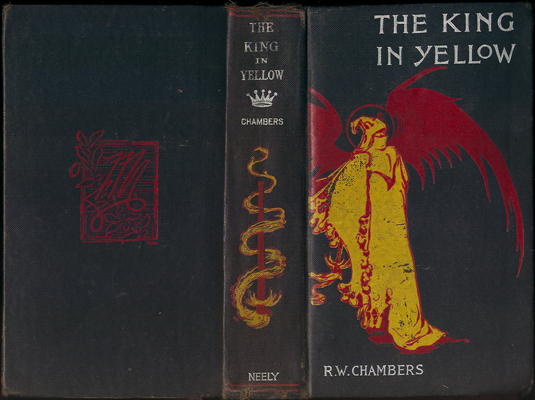
Omslag från en utgåva 1895.

Kungen i gult (originaltitel: The King in Yellow) är en novellsamling av den amerikanske författaren Robert W. Chambers, först utgiven 1895.
Boken innehåller nio noveller och en sekvens av dikter. De första berättelserna tillhör genrerna övernaturlig skräck och weird fiction, men Kungen i gult övergår gradvis i en mer lättsam ton och avslutas med romantiska berättelser utan inslag av skräck eller övernaturliga element. Skräckhistorierna är mycket uppskattade, och har av kritiker beskrivits som klassiker inom det övernaturliga området.
Bokens titel kommer från en fiktiv pjäs med samma namn som återkommer som motiv i de fyra första berättelserna, en förbjuden pjäs som framkallar galenskap hos dem som läser den.

## Inspiration tillKungen i gult
Chambers lånade namnen Carcosa, Hali och Hastur från Ambrose Bierce: närmare bestämt från dennes noveller "An Inhabitant of Carcosa" och "Haïta the Shepherd". Det finns inga tydliga tecken på att Chambers hade något annat syfte med att använda namnen än att han gillade dem.
Brian Stableford har påpekat att novellen "The Demoiselle d'Ys" är influerad av Théophile Gautiers berättelser, såsom "Arria Marcella" (1852). Både Gautiers och Chambers berättelser beskriver en kärleksaffär som möjliggörs av en övernaturlig tidsglidning.

## Eftermäle

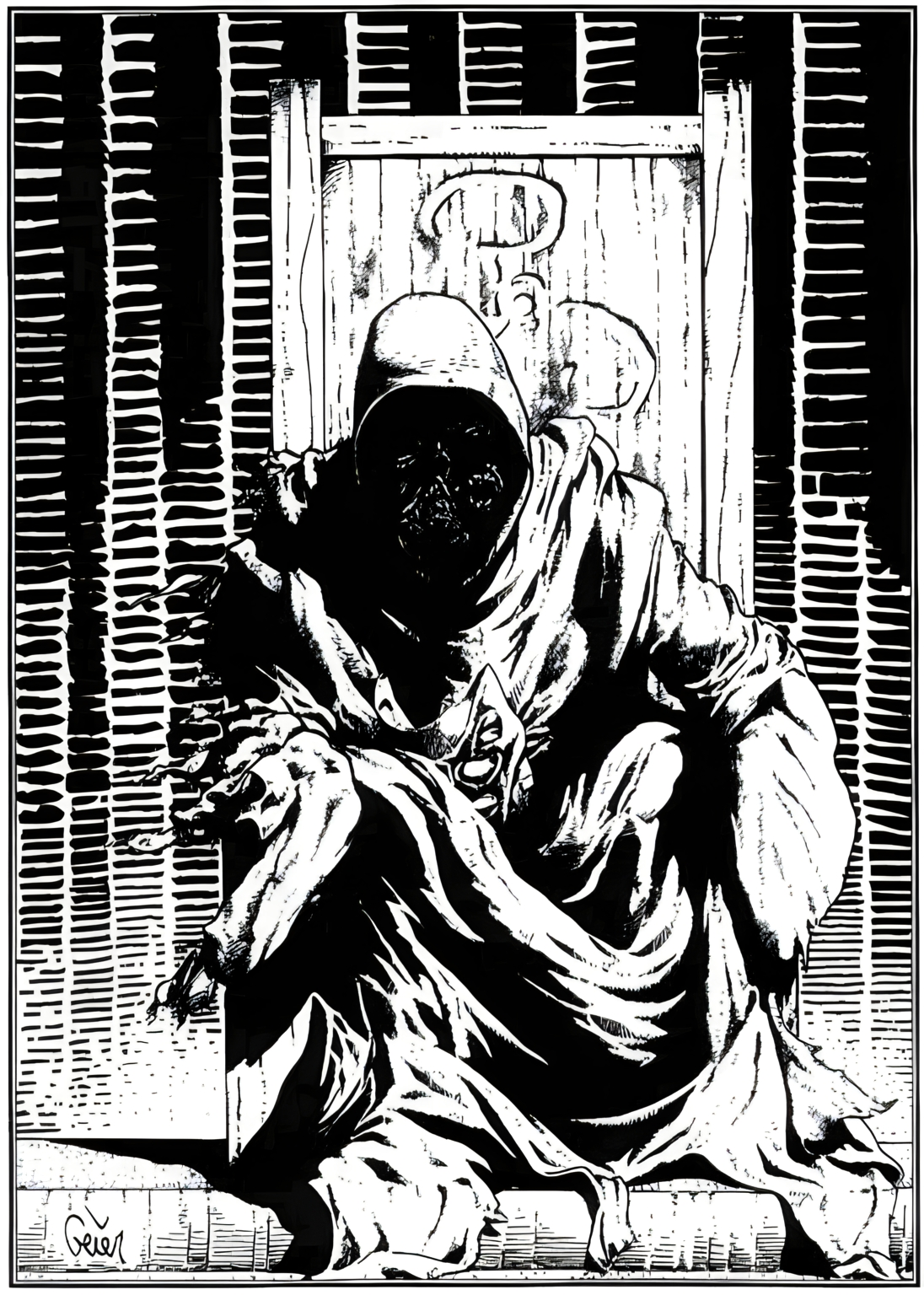
"The King in Yellow", illustration av Earl Geier.

HP Lovecraft läste Kungen i gult i början av 1927 och använde återkommande referenser till olika saker och platser från boken – som sjön Hali och det gula tecknet – i "Viskningar i mörkret" (1931), en av de viktigaste berättelserna inom cthulhumytologin. 
Den första säsongen av den amerikanska TV-serien True Detective, skapad av Nic Pizzolatto, refererar till en figur som kallas "den gula kungen". Anspelningar på Kungen i gult kan också observeras i seriens mörka filosofi, dess återkommande användning av "Carcosa" och "kungen i gult" som motiv genom hela serien, och dess symboliska användning av gult som en tematisk signatur för galenskap och dekadens.